# Norgesmesterskabet i boksning 1919
Norgesmesterskabet i boksning 1919 blev arrangeret af Bokseforbundet
15-16. marts i Turnhallen i Kristiania.

## Medaljevindere
Kongepokalen kunne vindes i vægtklassen fjervægt og blev vundet af Niels Jensen.

### Herrer
| Vægtklasse:  | Guld:                   | Sølv:                  | Bronze:                 |
| Bantam       | Arne Knardahl, KAK      | Paul Erdahl, BAK       | Hjalmar Nygaard, Ørnulf |
| Fjervægt     | Niels Jensen, BAK       | Johan Sæterhaug, Brage | Trygve Jakobsen, Turnf. |
| Letvægt      | Aage Steen, Brage       | Karl Kristensen, Fagf. | Gustav Olsen, Rollo     |
| Mellemvægt A | Hjalmar Strømme, BAK    | John Johansen, Turnf.  |                         |
| Mellemvægt B | Johannes Røhme, Brage   |                        |                         |
| Sværvægt     | Otto Karlsen, Thorshaug | Sigurd Hoel, Ørnulf    |                         |